# Aussac-Vadalle
 Aussac-Vadalle  là một xã của tỉnh Charente, thuộc vùng Nouvelle-Aquitaine, tây nam nước Pháp.